# Rhyacia pronycta
Rhyacia pronycta är en fjärilsart som beskrevs av George Francis Hampson 1903. Rhyacia pronycta ingår i släktet Rhyacia och familjen nattflyn. Inga underarter finns listade.